# Ji Chuntang
Ji Chuntang, född 1953, är en kinesisk kommunistisk politiker. Han har en examen från Tianjinuniversitetet och gick med i kommunistpartiet 1983. 
2007 utsågs han till borgmästare i Shijiazhuang. Den 17 september 2008 tvingades han dock avgå för sin delaktighet i skandalen kring Sanlugruppen, som sålt mjölkersättning som varit förgiftad med melanin.